# Karl Winkler (Fußballspieler)
Karl Winkler (* 23. Oktober 1899 in Worms; † 15. Juni 1960 ebenda) war ein deutscher Fußballspieler und -trainer.

## Wirken
Winkler spielte in der Mitte der 1920er Jahre im Sturm von SV Normannia Pfiffligheim, Wormatia Worms und SV Wiesbaden. Später wurde er selbst Trainer, vor und nach dem Zweiten Weltkrieg bei Rot-Weiß Oberhausen, mit denen er in den Jahren 1947 und 1948 Niederrheinmeister wurde. Als Trainer bei Preußen Dellbrück wurde Winkler 1950 Vize-Weltmeister. 1954 wurde er mit dem 1. FC Köln Westmeister und erreichte das DFB-Pokalfinale. Nach einigen Jahren bei Schwarz-Weiß Essen wurde er Trainer bei Omonia Nikosia, ehe er zuletzt Wormatia Worms trainierte. Zu seinen bekanntesten „Schützlingen“ zählte der junge Toni Turek, der „Fußballgott“ und Weltmeister von 1954, den er in den 1930er Jahren während seiner Tätigkeit am Niederrhein zeitweilig coachte. Er starb an den Folgen eines Krebsleidens.
Karl Winkler war der Bruder von Willi Winkler.